# 2016 FX59
2016 FX59, também escrito como 2016 FX59, é um objeto transnetuniano que está localizado no cinturão de Kuiper, uma região do Sistema Solar. Ele possui uma magnitude absoluta de 7,0 e tem um diâmetro estimado de 175 km.

## Descoberta
2016 FX59 foi descoberto no dia 29 de março de 2016 pelo DECam.

## Órbita
A órbita de 2016 FX59 tem uma excentricidade de 0,179 e possui um semieixo maior de 43,885 UA. O seu periélio leva o mesmo a uma distância de 36,015 UA em relação ao Sol e seu afélio a 51,754 UA.